# 太豐匯
太豐匯（英語：The Bay Hub），前名高銀金融國際中心（英語：Goldin financial global centre，簡稱GFGC），是香港九龍東的一座甲級商廈，位於九龍灣啓祥道17號，由高銀金融（集團）有限公司開發、KPF建築事務所設計。樓高150米，外形為互相連接的立方體，設地上27層及設3層地庫停車場。

## 歷史
該大廈原為高銀金融及其母公司高銀金融地產控股有限公司（「高銀集團」）及同系公司高銀地產控股有限公司（「高銀地產」）之總部，由高銀金融合組財團於2011年以約34.32億港元投得該地段，於2016年10月31日開幕。惟開幕不久集團即陷入財困，高銀金融國際中心亦頻頻傳出易手，2020年9月被接管人委託標售，經幾輪買家交易，但一直未有如期成交。2023年1月，私募基金太盟投資集團（PAG）夥同豐樹產業（Maple Tree）宣佈共同收購香港高銀金融國際中心，作價56億港元。2024年，易名為「太豐匯」，重投甲級寫字樓市場，並委任世邦魏理仕擔任首席代理進行招租。

## 租戶
下列為太豐匯寫字樓部分租戶樓層分佈：
- 13樓：奧的斯電梯（香港）有限公司 - 維修部（九龍區）
- 12樓：奧的斯電梯（香港）有限公司 - 總辦事處
- 6樓-8樓：香港電視娛樂
- 4樓：香港電視娛樂（401室）、土木工程拓展署土木工程處 - 房屋工程3部（403室）